# Тиссудали, Тарик
Тари́к Тиссудали́ (нидерл. Tarik Tissoudali; араб. طارق تيسودالي‎; род. 2 апреля 1993, Амстердам) — марокканский футболист, вингер греческого клуба ПАОК и сборной Марокко, выступающий на правах аренды за эмиратский «Хаур-Факкан».

## Клубная карьера
Тиссудали — воспитанник нидерландских клубов «Аргон», «Йонг Бойз», ДВС и «Спарта» (Нейкерк). В 2014 году Тарик подписал контракт с командой «Телстар». 11 августа в матче против дублёров «Аякса» он дебютировал в Эрстедивизи. В поединке против дублёров «Твенте» Тарик забил свой первый гол за «Телстар». В своём втором сезоне он забил 19 голов и стал лучшим бомбардиром команды. Летом 2016 года Тиссудали перешёл во французский «Гавр», где для получения игровой практики выступал за дублирующий состав.
В начале 2017 года Тиссудали был арендован клубом «Камбюр». 13 января в матче против «ВВВ-Венло» он дебютировал за новую команду. 21 января в поединке против дублёров ПСВ Тарик забил свой первый гол за «Камбюр».
Летом того же года Тиссудали на правах аренды перешёл в «ВВВ-Венло». 12 августа в матче против роттердамской «Спарты» он дебютировал в Эредивизи. В этом же поединке Тарик забил свой первый гол за «ВВВ-Венло». В начале 2018 года Тиссудали был арендован клубом «Де Графсхап». 2 февраля в матче против дублёров «Утрехта» он дебютировал за новый клуб. В этом же поединке Тарик забил свой первый гол за «Де Графсхап». 9 апреля в матче против «Алмере Сити» он сделал хет-трик.
Летом 2018 года Тиссудали перешёл в бельгийский «Беерсхот». 5 августа в матче против «Тюбиза» он дебютировал во Втором дивизионе Бельгии. В этом же поединке Тарик забил свой первый гол за «Беерсхот». В 2020 году Тиссудали помог клубу выйти в элиту. 10 августа в матче против «Остенде» он дебютировал в Жюпиле лиге. В начале 2021 года Тиссудали подписал контракт с «Гентом». 7 февраля в матче против «Эйпена» он дебютировал за новую команду. В этом же поединке Тарик сделал «дубль», забив свои первые голы за «Гент». 4 ноября в матче Лиги Европы против сербского «Партизана» он забил гол.
28 июля 2024 года перешёл в греческий ПАОК, подписав двухлетний контракт с опцией продления ещё на один сезон.

## Международная карьера
В 2022 году Тиссудали принял участие в Кубке Африки 2021 в Камеруне. На турнире он сыграл в матчах против команд Ганы, Комор, Габона и Египта.

## Достижения
«Гент»
- Обладатель Кубка Бельгии: 2021/22